# Équipe d'Écosse A de rugby à XV
Ne doit pas être confondu avec Équipe d'Écosse de rugby à XV ou Équipe d'Écosse de rugby à XV des moins de 20 ans.
L'équipe d'Écosse A de rugby à XV est l'équipe nationale réserve qui représente l'Écosse à la place de l'équipe principale dans les compétitions internationales mineures de rugby à XV.

## Histoire
Le statut de l'Écosse comme l'une des sélections de rugby à XV les plus fortes de l'hémisphère Nord a conduit la Fédération écossaise dès la fin des années 1960 à bâtir une seconde sélection capable de disputer des matchs contre la plupart des sélections du Tier 2. Cette sélection d'abord dénommée Écosse XV puis Écosse A, a disputé son premier match contre l'Argentine en 1969.
Avant l'ère professionnelle, l'Écosse A dispute des matchs contre les équipes de l'Hémisphère Sud en tournée dans l'Hémisphère Nord. L'Écosse A représente l'Écosse pour les qualifications à la Coupe du monde 1999, battant facilement le Portugal 85 à 11 et l'Espagne 85 à 3 à Murrayfield.

## Compétitions
L'équipe d'Écosse A participe sur invitation aux éditions 2006 à 2008 de la Churchill Cup. Elle s'incline notamment en finale contre les Maoris de Nouvelle-Zélande en 2006 et contre l'Angleterre A en 2008.
L'équipe participe également aux éditions 2009 et 2010 de la Coupe des nations, remportant l'édition 2009.